# هوغو تشافيز (لاعب كرة قدم)
هوغو تشافيز (بالإسبانية: Hugo Guillermo Chávez) هو لاعب كرة قدم مكسيكي، ولد في 16 أكتوبر 1976 في مدينة فيراكروز في المكسيك. شارك مع منتخب المكسيك لكرة القدم. أما مع النوادي، فقد لعب مع تايجرز أونال وتيبورونيس روخوس دي فيراكروز ونادي بويبلا ونادي تيكوس.

## وصلات خارجية
- هوغو تشافيز على موقع الاتحاد الدولي (مؤرشف)  (الإنجليزية)
- هوغو تشافيز على موقع قاعدة بيانات كرة القدم.إي يو (الإنجليزية)
- هوغو تشافيز على موقع ناشيونال فوتبول تيمز (الإنجليزية)